# Año Barbate
El Año Barbate fue un año llamado así por el desbordamiento del río Barbate alrededor del año 750, después de varios años de una intensa sequía en al-Ándalus. Así, esta sequía acabó con unas grandes lluvias que causaron el desbordamiento de dicho río, dando por tanto el nombre a todo el año.